# Gábor Németh (Badminton)
Gábor Németh (* 22. März 1967 in Budapest) ist ein ungarischer Badmintonspieler. 

## Karriere
Gábor Németh wurde zwei Mal ungarischer Mannschaftsmeister. Beide Titel gewann er mit dem Team von Honvéd Zrínyi SE, mit welchem er bei den nationalen Titelkämpfen 1985 und 1986 erfolgreich war.

## Sportliche Erfolge
| Saison | Veranstaltung            | Disziplin  | Platz | Name |
| ------ | ------------------------ | ---------- | ----- | --- |
| 1985   | Ungarische Meisterschaft | Mannschaft | 1     | Honvéd Zrínyi SE (György Vörös, Béla Jankovich, Ferenc Rolek, László Rakonczai, Gábor Németh, Ildikó Vígh, Judit Fejes, Zsuzsa Diószegi) |
| 1986   | Ungarische Meisterschaft | Mannschaft | 1     | Honvéd Zrínyi SE (György Vörös, Béla Jankovich, Gábor Németh, János Herling, Ildikó Vígh, Judit Fejes, Ágnes Magyar)                     |

## Referenzen
- Ki kicsoda a magyar sportéletben? Band 2 (I–R). Szekszárd, Babits Kiadó, 1995. ISBN 963-495-011-6

| Personendaten    | Personendaten                |
| ---------------- | ---------------------------- |
| NAME             | Németh, Gábor                |
| KURZBESCHREIBUNG | ungarischer Badmintonspieler |
| GEBURTSDATUM     | 22. März 1967                |
| GEBURTSORT       | Budapest                     |